# Macromia taeniolata
Macromia taeniolata – gatunek ważki z rodziny Macromiidae. Występuje na terenie Ameryki Północnej, we wschodniej części Stanów Zjednoczonych. Można ją zaobserwować w lasach oraz na terenach podmokłych. Populacja tego gatunku jest stabilna.  